# Willibaldsburg
Die Willibaldsburg ist eine um 1353 errichtete Spornburg in Eichstätt in Oberbayern. Sie war bis ins 18. Jahrhundert repräsentative Burg und Sitz der Eichstätter Fürstbischöfe. Die Anlage ist unter der Aktennummer D-1-76-123-46 als denkmalgeschütztes Baudenkmal von Eichstätt verzeichnet. Laut Bayernatlas sind die  mittelalterlichen und frühneuzeitlichen Befunde im Bereich der Willibaldsburg als Bodendenkmal unter der Aktennummer D-1-7133-0199 im Bodendenkmal ausgewiesen.

## Geographische Lage

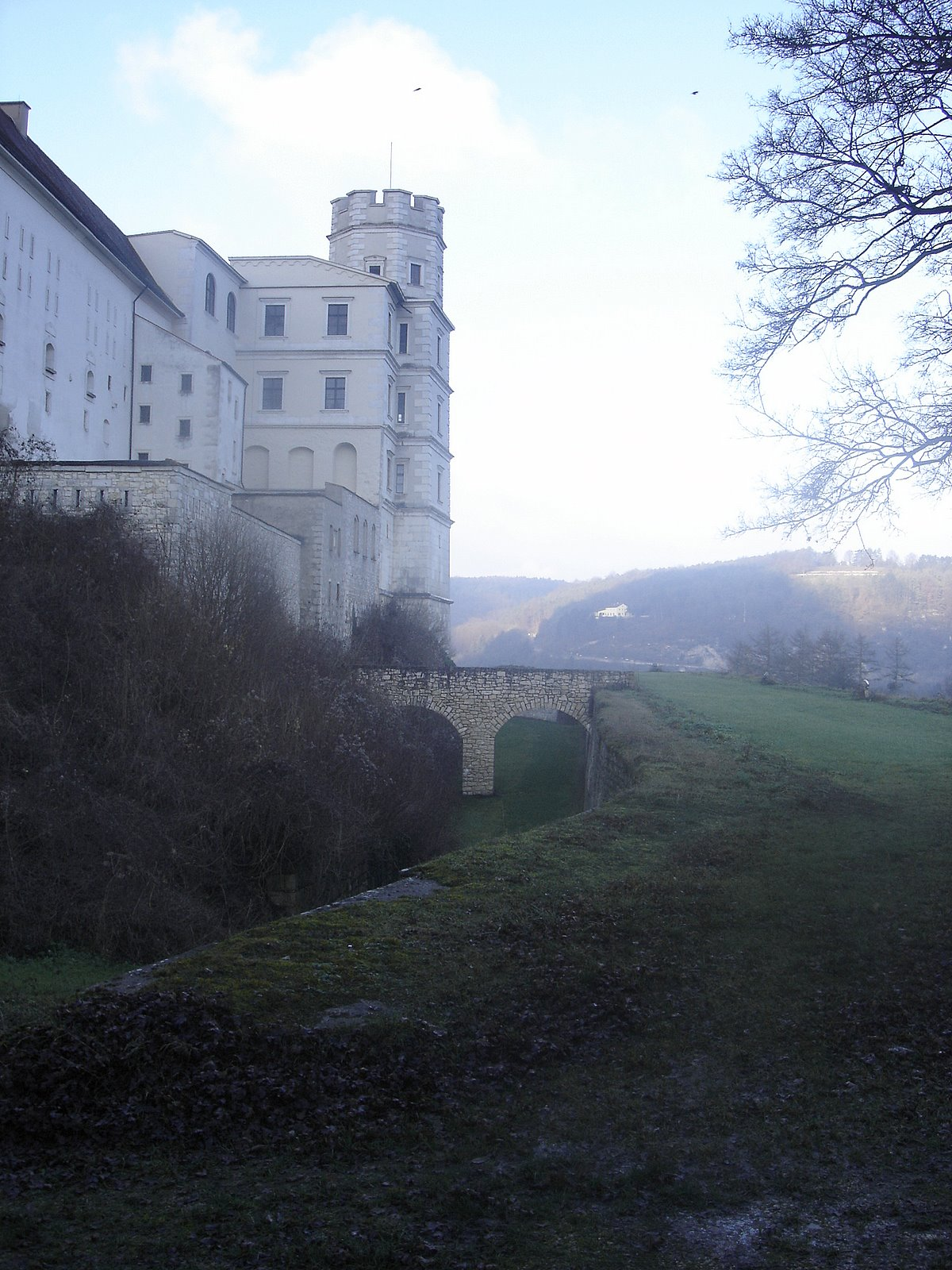
Willibaldsburg

Die Schlossfestung liegt westlich der Altstadt auf einem langgezogenen Bergsporn, dem Willibaldsberg (464 m ü. NN; siehe hierzu Willibald von Eichstätt), über dem Altmühltal. Die Gesamtanlage ist etwa 420 m lang und bereits durch ihre Lage gut gesichert. Die Altmühl macht hier eine spitzwinkelige Biegung, der dadurch entstandene Geländerücken war ein idealer Standort für die mittelalterliche Burg und spätere Festung.
Die hochmittelalterliche Burg Bischof Bertholds lag auf dem westlichen Sporn des Burgbergs. Diese erste Burganlage soll aus einem großen Steinhaus, einem Turm und einer Kapelle bestanden haben und durch Ringmauern und Gräben gesichert gewesen sein.

## Geschichte

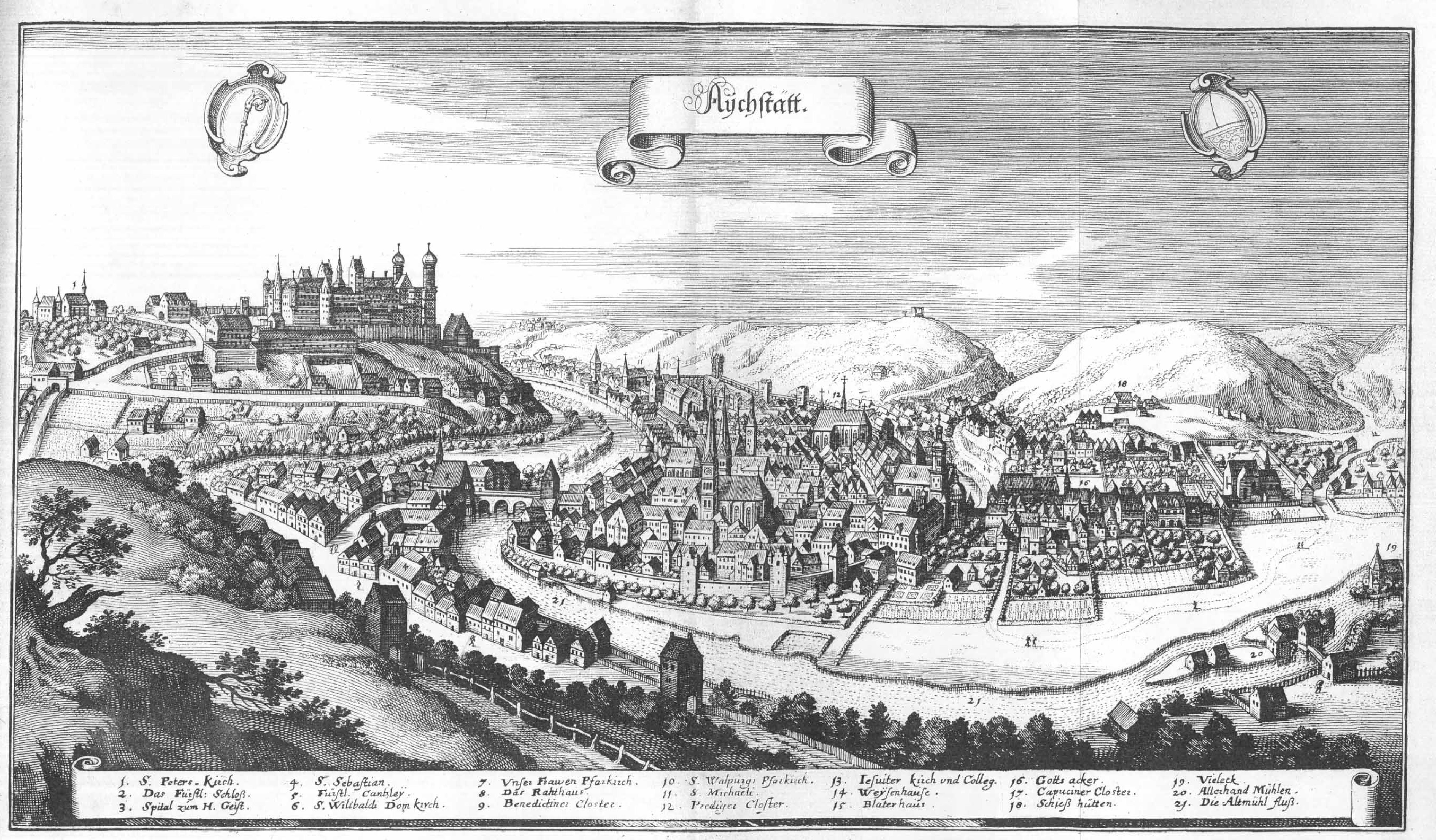
Die Willibaldsburg über Eichstätt (Matthäus Merian: Topographia Franconiae, 1648)

Die erste Befestigungsanlage auf dem Burgberg wird bereits 1070 erwähnt. Unter Bischof Berthold von Zollern begann um 1355 der Ausbau zur wehrhaften Residenz der Bischöfe von Eichstätt; der alte Bischofssitz lag in der Stadt neben dem Dom. Nach dem Aussterben der Schutzgrafen von Hirschberg 1305 musste der Bischof die militärische Sicherung des Bistums selbst organisieren. Das Domkapitel widersprach den Ausbauplänen anfangs wegen der hohen Kosten, der Bischof konnte sich aber durchsetzen.
Bischof Friedrich IV. von Oettingen (1383–1415) verstärkte die Befestigung durch die Anlage eines Zwingers und ließ ein „aestuarium magnum aestivale“ errichten. Hierbei dürfte es sich um einen Saalbau gehandelt haben, ein Sommerhaus, wie es auch auf anderen Burgen dieser Zeit nachweisbar ist.
Unter den Bischöfen Albrecht II. von Hohenrechberg (1429–1445) und Martin von Schaumberg (1560–1590) wurde die Burgveste erweitert und verstärkt. Der unter Letzterem entstandene „Schaumbergbau“ prägte die Burgansicht zusammen mit der Erweiterung der Spätrenaissance bis ins 19. Jahrhundert.
Unter Bischof Johann Konrad von Gemmingen (1595–1612) erhielt die Burg unter anderem einen botanischen Garten, den Hortus Eystettensis. Ebenfalls unter ihm begann ab 1609 der Bau eines repräsentativen Renaissanceschlosses nach italienischem Muster. Die Pläne hierzu lieferte der Augsburger Stadtbaumeister Elias Holl. Zusammen mit Holls Augsburger Rathaus gilt dieses Fürstenschloss auch in seiner reduzierten Form als eines der wichtigsten Werke der deutschen Renaissance. Die zweitürmige Fassade entstand ab 1629 unter Mitwirkung von Hans Alberthal und dessen Nachfolger Martin Barbieri.
Bischof Johann Christoph von Westerstetten (1612–1636) vollendete den Neubau, der dennoch Stückwerk blieb, und veranlasste weitere Umbauten. Die Befestigungsanlagen wurden durch fünf moderne Bastionen verstärkt und die geräumige Vorburg angelegt.
Dennoch konnte im Dreißigjährigen Krieg ein schwedisches Heer unter dem Befehl von Bernhard von Sachsen-Weimar im Frühjahr 1633 die Schlossfestung einnehmen. Einem bayerischen Heer unter Befehl von Oberst Johann von Werth gelang Ende Oktober 1633 überraschend die Rückeroberung der Festung und deren erfolgreiche Verteidigung, obwohl das schwedische Heer in unmittelbarer Nähe war. Den schwedischen Festungskommandanten Anton Klaudius von Rasch ließ Bernhard von Sachsen-Weimar am 9. Dezember 1633 wegen voreiliger Aufgabe der Festung in Regensburg hinrichten. Bischof Marquard II. Schenk von Castell (1636–1685) ordnete die Beseitigung der Beschädigungen an und ließ Geschützkasematten in die Bastionen einbauen.
1725 verlegten die Bischöfe die Residenz in das neue Stadtschloss am Dom. Die Willibaldsburg wurde Sitz einiger Ämter, später Spital und Gefängnis. Nach der Säkularisation des Hochstiftes Eichstätt veräußerte der bayerische Staat die Anlage an Privatleute. Alle brauchbaren Einrichtungsgegenstände verschwanden aus dem Räumen, Teilabbrüche reduzierten die Bausubstanz.
1829 kaufte Bayern die Halbruine zurück und setzte die Befestigungen notdürftig instand. In dieser Zeit wurden die Zwiebel-Türme um eineinhalb Stockwerke abgetragen und zinnenmäßig gestaltet. Später diente die riesige Anlage als Kaserne der bayerischen Armee (3. Königlich Bayerisches Jägerbataillon).
Seit 1880 war die Stadt Eichstätt in Besitz der Burg. 1886 errichtete der Historische Verein Eichstätt im Gemmingenbau ein lokalhistorisches Museum. 1900 wurde die Burg vom bayerischen Staat erworben und unter Denkmalschutz gestellt. Um 1900 setzten erste Bemühungen zur Erhaltung der Substanz ein.
Zwischen 1926 und 1934 bewohnte die Kongregation der Oblaten des hl. Franz von Sales einen Teil der Willibaldsburg. Von 1944 bis 1945 waren Truppen der SS auf der Willibaldsburg untergebracht. In der Schlussphase des Zweiten Weltkriegs kam es zu Plünderungen im lokalhistorischen Museum des Historischen Vereins und zur Auflösung des Museums.
Von 1945 bis 1955 war die Burg Unterkunft für Vertriebene aus  Mittel- und Osteuropa.
1962 übernahm die Bayerische Verwaltung der staatlichen Schlösser, Gärten und Seen die Burg und umfangreiche Sanierungsmaßnahmen begannen.
1976 konnte das Jura-Museum im Gemmingenbau eröffnet werden. 1980 wurde das Museum für Vor- und Frühgeschichte der Öffentlichkeit übergeben, 1998 der rekonstruierte Bastionsgarten eingeweiht. Nach 2000 legte man einen Rundweg um die Gesamtanlage an und beseitigte den Schutt vor den beiden Hauptbastionen, so dass das Befestigungskonzept heute vollständig erlebbar geworden ist.

## Heutige Nutzung
Heute beherbergt die Burg ein Naturkunde-Museum, das Jura-Museum. Es besitzt zahlreiche fossile Stücke, darunter den berühmten Eichstätter Archaeopteryx. Das Jura-Museum stützt sich auf die reichhaltigen naturwissenschaftlichen Sammlungen des Bischöflichen Seminars Eichstätt und wird von der Generaldirektion der Staatlichen Naturwissenschaftlichen Sammlungen Bayerns betreut. Es finden regelmäßig Sonderausstellungen, Führungen und Vortragsveranstaltungen der „Freunde des Jura-Museums Eichstätt e. V.“ statt.
Das Jura-Museum wurde Ende 2018 aufgrund der unklaren Finanzierungssituation geschlossen.
Im Juli 2019 übernahm die Katholische Universität Eichstätt die Trägerschaft, das Museum ist seit Mai 2020 wieder geöffnet.
Der Historische Verein Eichstätt besitzt auf der Willibaldsburg das Museum für Ur- und Frühgeschichte. Es zeigt die Entwicklungsgeschichte der Region von der Steinzeit bis zum Frühmittelalter. Schwerpunkte bilden eiszeitliche Tierskelette von Mammut, Rentier und Hyäne, die Abteilung mit umfangreichen römischen Bodenfunden sowie ein Modell des römischen Kastells Pfünz mit über 400 bemalten Zinnfiguren. Im letzten Raum des Museums befindet sich eine sehenswerte
spätmerowingische Grabanlage. Es werden Sonderausstellungen zu historischen Themen gezeigt.
Ein weiterer Teil der Burg wird vom Bayerischen Staat für Archivzwecke (Außenstelle des Staatsarchivs München) genutzt.
Einer der beiden Türme kann zur Aussicht bestiegen werden. Zu besichtigen ist ferner ein tiefer Burgbrunnen. Er hat einen Durchmesser von 3,25 und eine Tiefe von 76,5 Metern, nachdem im Jahr 1977 drei Meter Bauschutt vom Grund entfernt worden waren. Dabei wurde auch ein alter Schöpfeimer und eine Hellebarde geborgen.

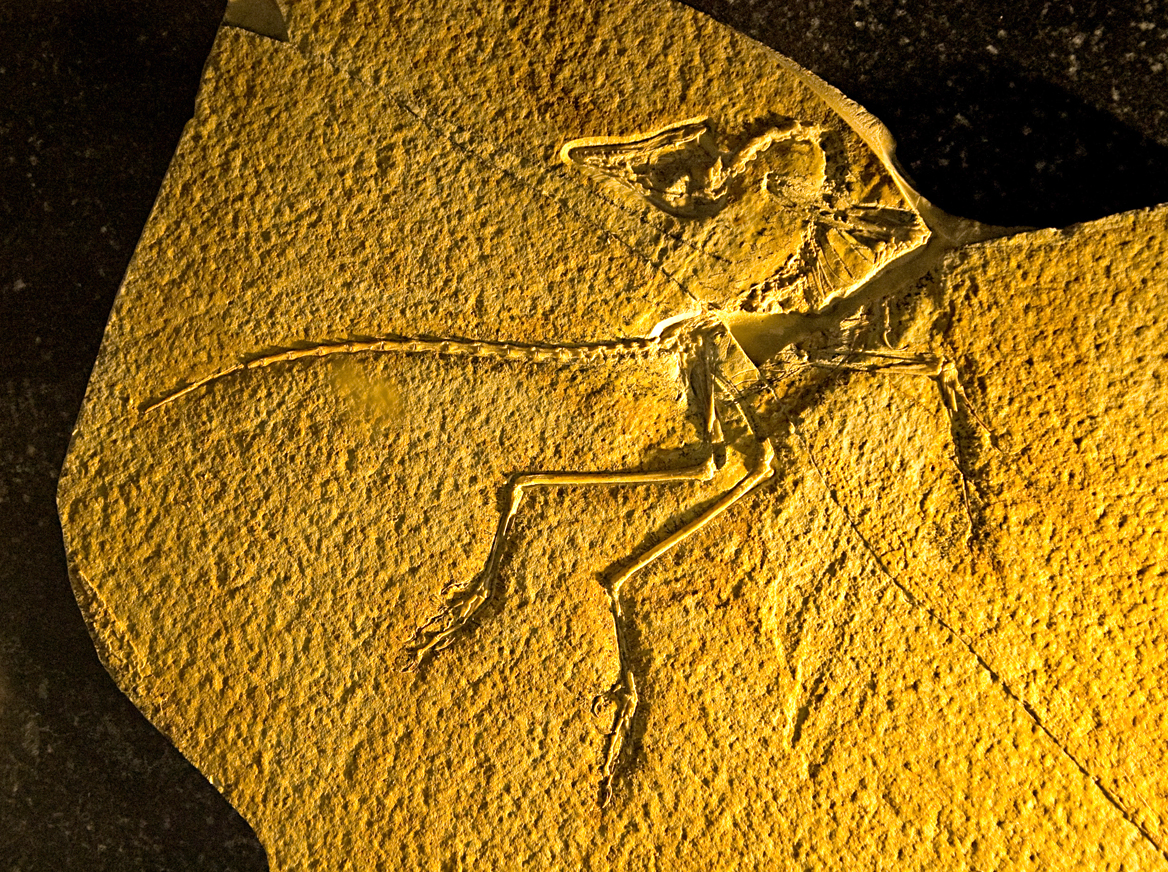
Archaeopteryx im Jura-Museum
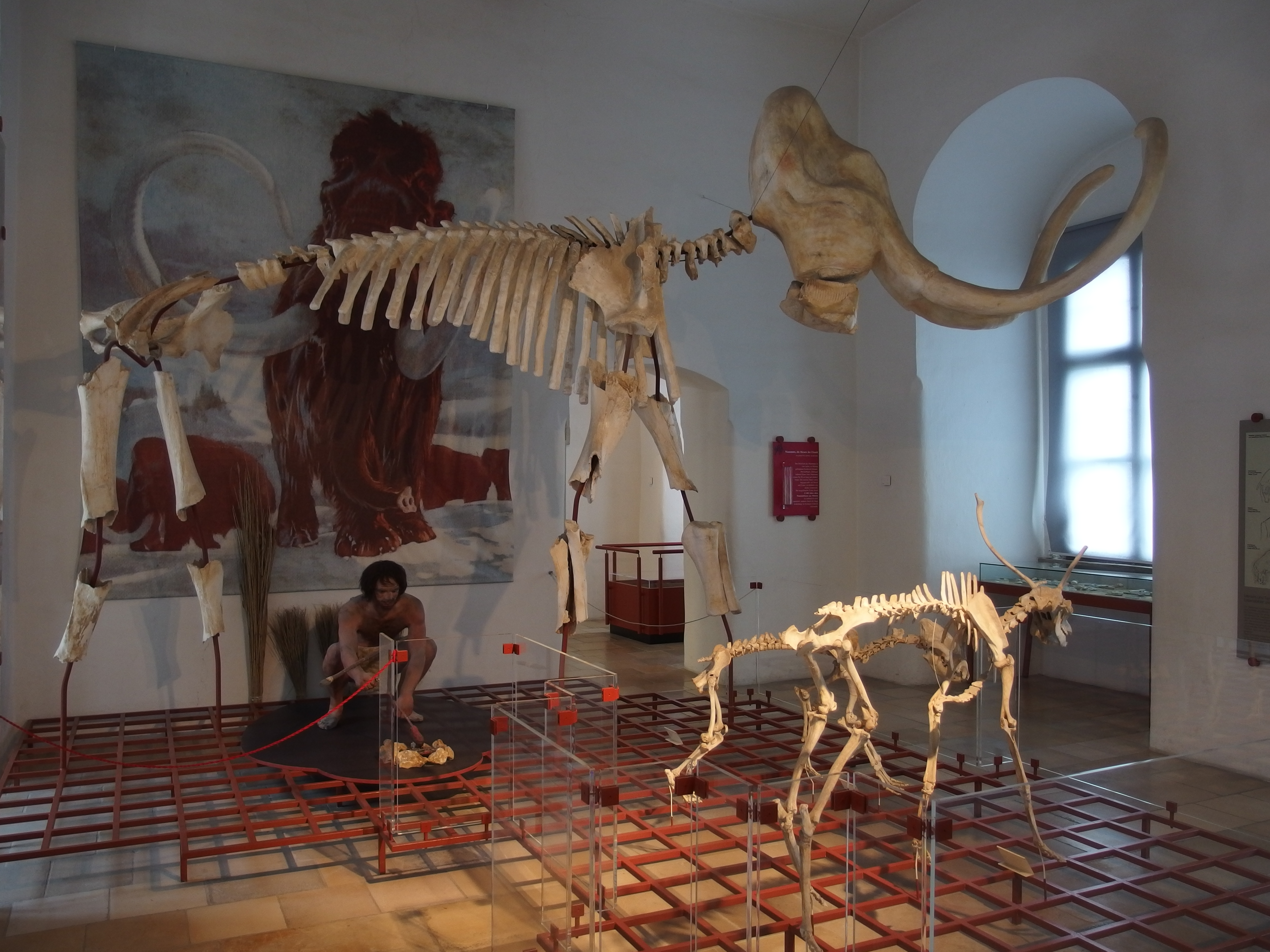
Mammut im Museum für Ur- und Frühgeschichte
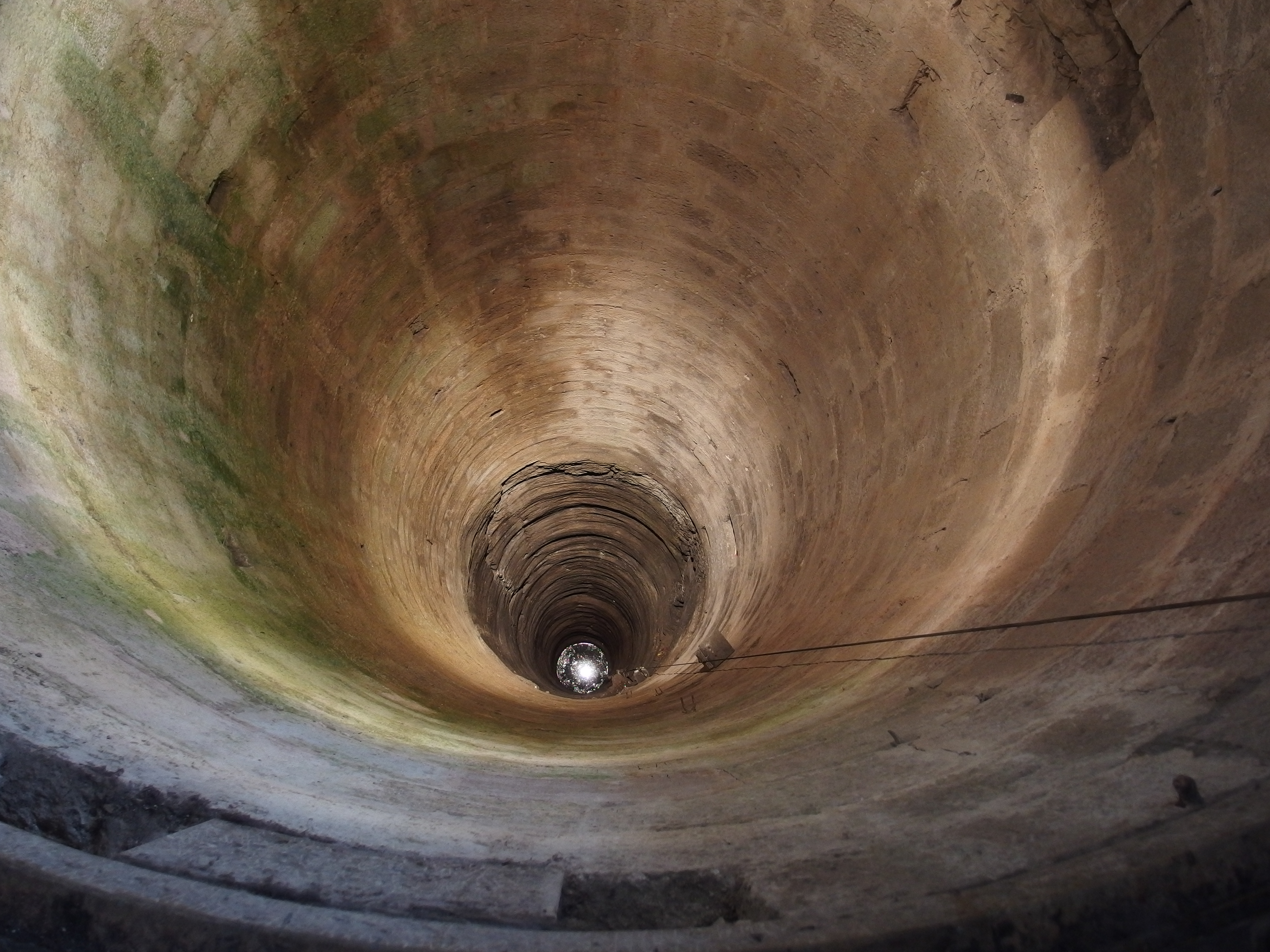
Blick in den Burgbrunnen

## Beschreibung

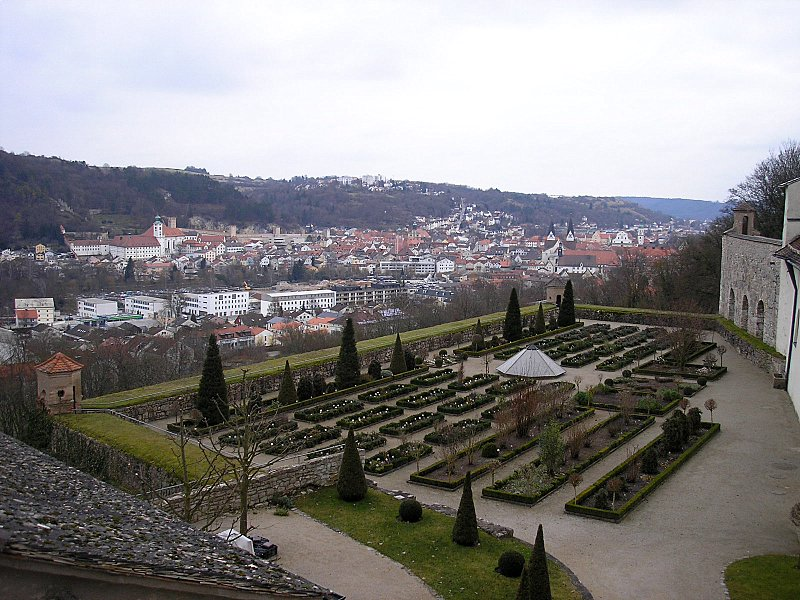
Der Bastionsgarten, im Hintergrund die Altstadt

Der heutige Burgweg zieht sich von Osten kommend den Hang hinauf zur Vorburg. Das schlichte Portal mit der Statue des hl. Willibald wird von zwei Bastionen (1612) gesichert, die zur Seitenbestreichung des Zugangs durch Geschütze eingerichtet sind. Die Zugbrücke ist seit langem entfernt. Der Weg führt durch eine 63 Meter lange Torhalle hinauf zum Burghof. Das Tonnengewölbe ist 9 Meter hoch. Im Norden schließen sich die Stallungen an den Torbau an, anschließend folgen die eingeschossigen Flügel des ehemaligen Spitals bzw. Zuchthauses mit dem Rundbau der Zuchthauskapelle. Der östliche Vorburgbereich ist allerdings nicht öffentlich zugänglich.
Der nun folgende geräumige Hof entstand erst durch die Abbrüche des 19. Jahrhunderts und dient heute als Parkplatz. Von der ehemaligen Bebauung haben sich nur die Reste des „Schaumbergbaues“ im Norden erhalten. Bemerkenswert ist hier die gotische „Dürnitz“, eine fünfjochige, kreuzgewölbte Hofstube, deren quadratischer Hauptsaal auf einem runden Mittelpfeiler ruht. Unter der Dürnitz liegt der zweischiffige Keller mit seinen Tonnengewölben. Weitere Kellerräume befinden sich unter der Hoffläche.
Sonst erinnert obertägig bis auf die Schildmauer vor dem „Gemmingenbau“ nichts mehr an den „Schaumbergbau“, dessen Hauptsaal nach dem Hofkammerprotokoll von 1765 neunundzwanzig Fenster besaß und von einer prächtigen Holzdecke überspannt war. Auch die sonstige Ausstattung dürfte künstlerisch recht bedeutend gewesen sein, wie die erhaltene Dürnitz belegt.
Durch den Abbruch des „Schaumbergbaues“ liegt die mächtige Schildmauer der mittelalterlichen Burg wieder frei vor dem Betrachter. Ehemals flankierten zwei Türme die fünf Meter starke Wehrmauer. Dahinter liegen die drei Flügel des „Gemmingenbaues“. Dieses sogenannte Neue Schloss umschließt einen Innenhof der Spätrenaissance, der allerdings nur teilweise nach den Plänen Holls vollendet werden konnte. So sollte etwa der Nordflügel um zwei Fensterachsen nach Norden verschoben werden. Das Portal des Westbaues liegt deshalb am Nordeck, den Erdgeschossarkaden des Südflügels fehlen die nördlichen Gegenstücke. Zudem brach man 1826 die Obergeschosse im Süden und Westen ab, nachdem die Dächer bereits nach der Säkularisation abgedeckt worden waren.
Trotzdem gilt besonders der monumentale Westbau mit seinen beiden quadratischen Ecktürmen und der vorgelegten Bastionärbefestigung als Wahrzeichen der Stadt. Nach außen erscheint der „Gemmingenbau“ viergeschossig (ehemals fünfgeschossig), die Türme treten kräftig vor und werden von Oktogonen mit Zinnenbrüstungen abgeschlossen, gebildet aus halben Fenstern.
Die Westbastionen entstanden unter Bischof Marquard Schenk von Castell (bez. MDCLV = 1660) als Ersatz älterer Basteien. Als Ravelin bzw. Lünette war bereits 1658 zusätzlich die Bastion „Halbmond“ vor die Westfront gelegt worden.

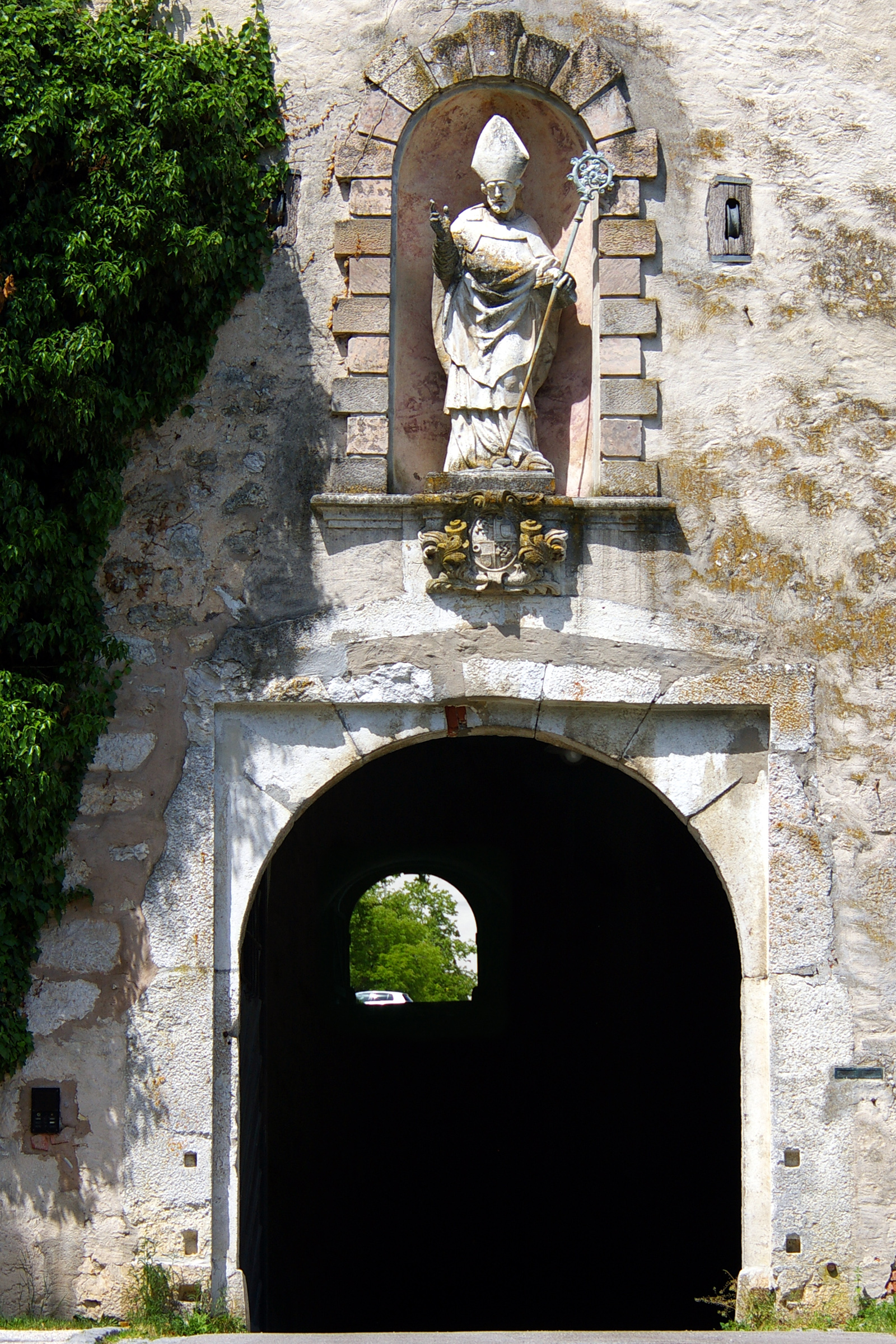
Das Haupttor (Ostseite/Zufahrt zum Innenhof) mit der Statue des heiligen Willibald
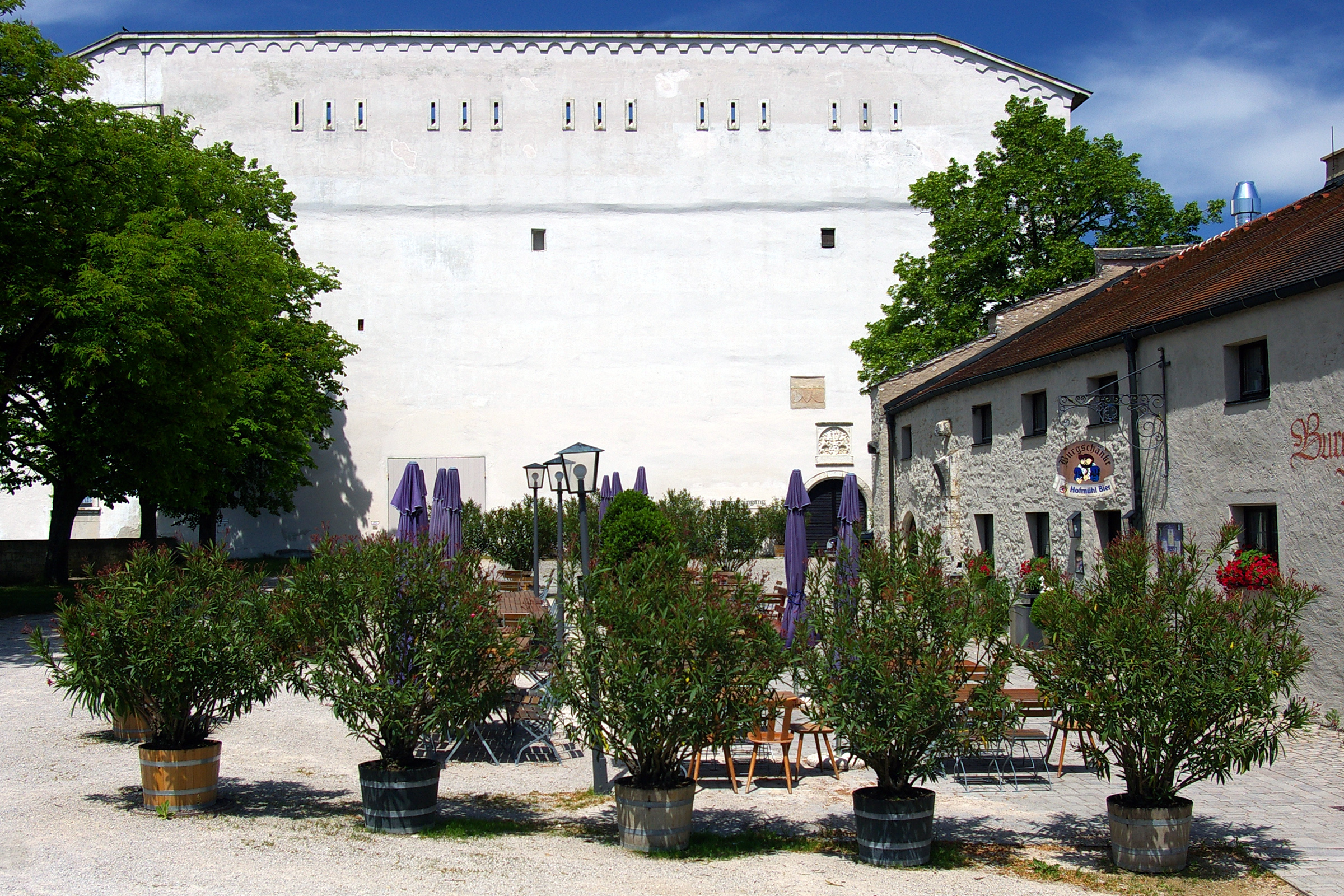
Der Innenhof der Willibaldsburg mit der Ostseite des „Gemmingenbaues“
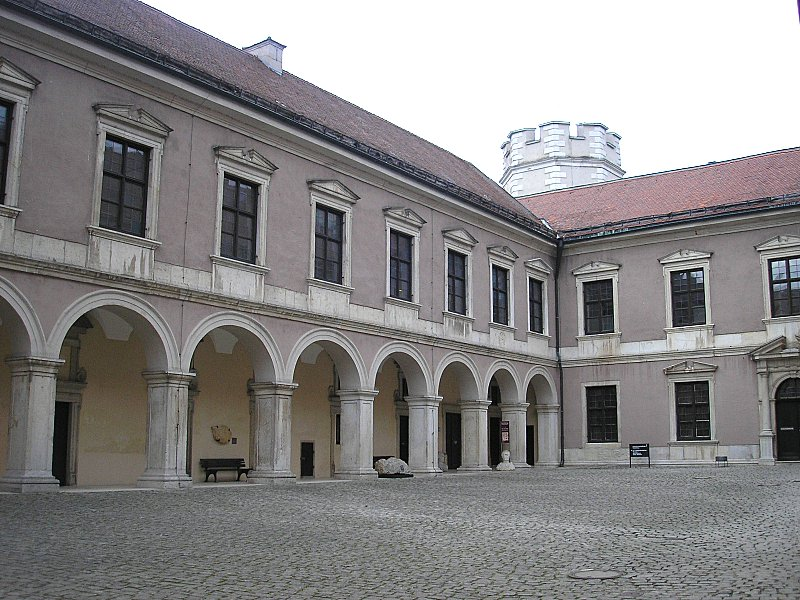
Der Innenhof des „Gemmingenbaues“
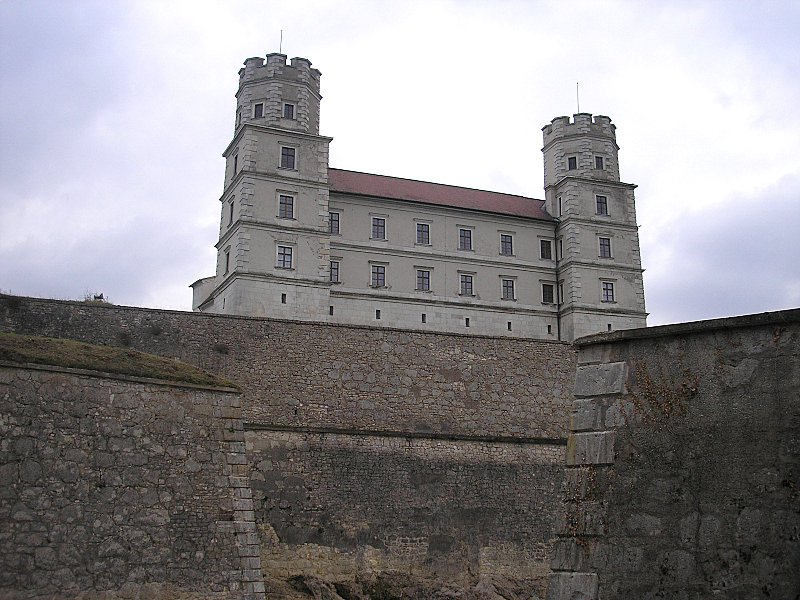
Der „Gemmingenbau“ mit den vorgelagerten Bastionen
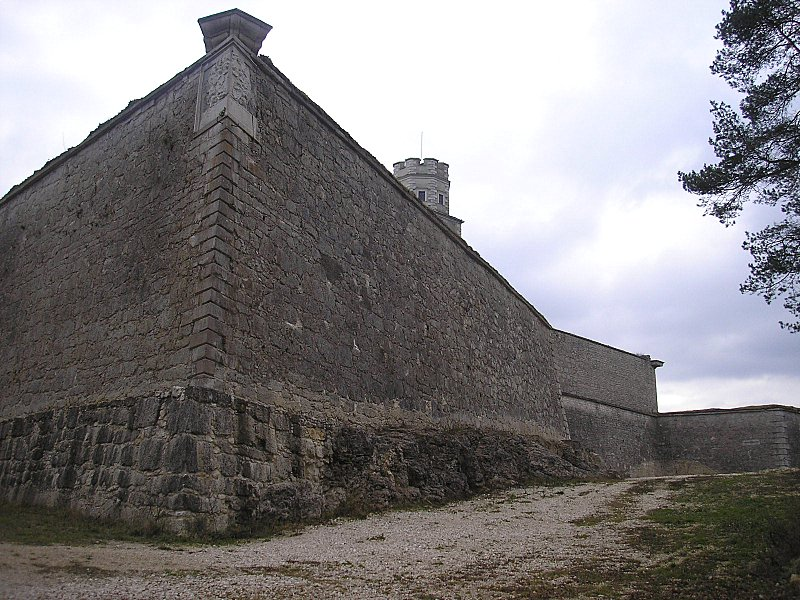
Die Bastionärbefestigung vor dem Hauptbau

## Preise
- 1977: BDA-Preis Bayern